# Rolls-Royce Silver Ghost
Rolls-Royce 40/50HP Silver Ghost — автомобиль премиум-класса, разработанный и выпускавшийся британской компанией Rolls-Royce. Разрабатывавшийся в 1905—1906 годах и впервые представленный публике в марте 1907-го, Rolls-Royce 40/50HP выпускался вплоть до 1926 года. Общий выпуск составил 7874 единиц. Широко известное имя Silver Ghost (в переводе с англ. — «Серебряный призрак») изначально являлось именем собственным автомобиля с номером шасси 60551, однако вскоре распространилось на всю серию как таковую. «Серебряный Призрак» был одним из первых автомобилей компании Rolls-Royce. Rolls-Royce 40/50HP Silver Ghost также послужил базой для бронеавтомобиля Rolls-Royce Armoured Car.

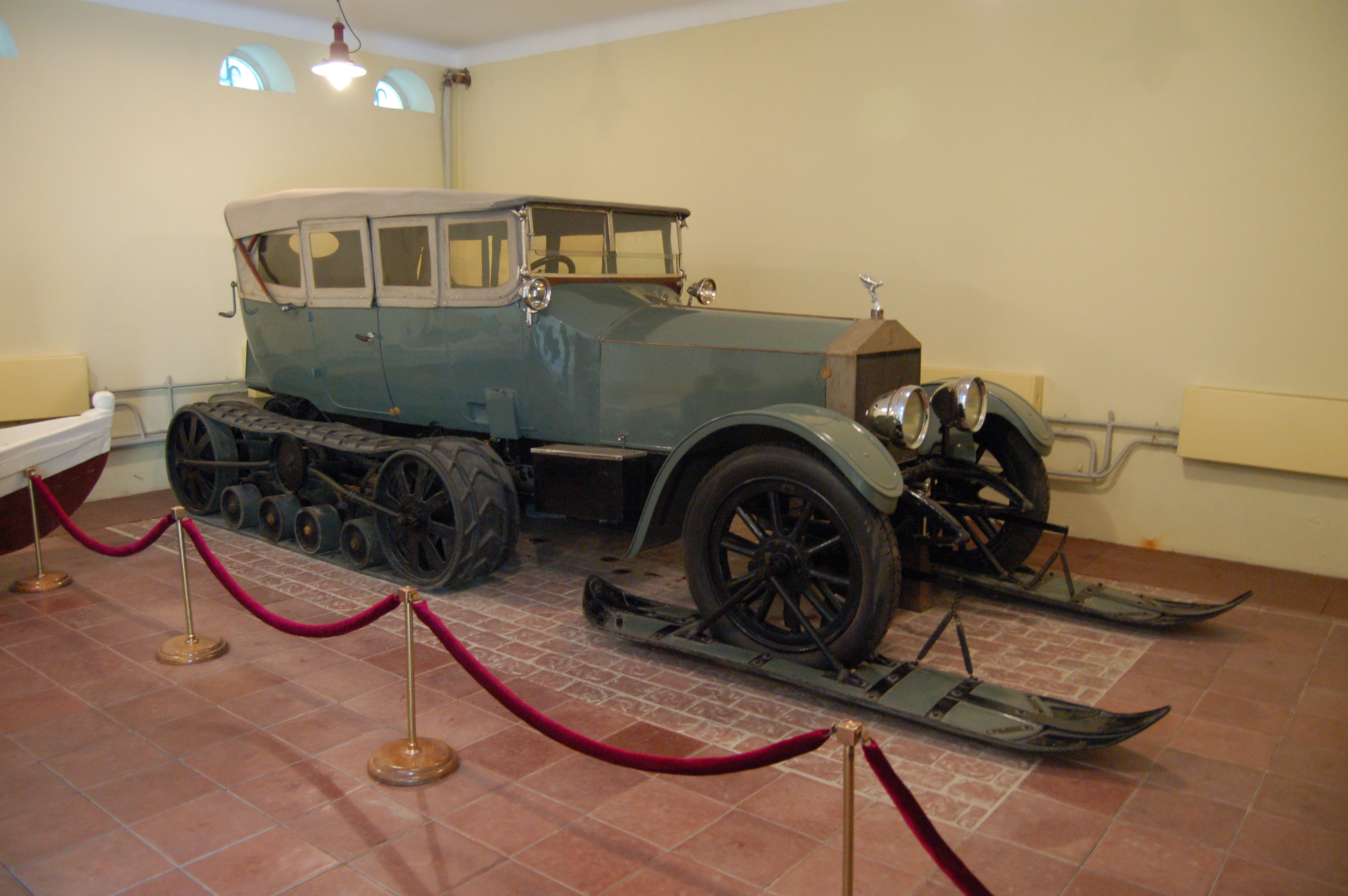
Модифицированный Silver Ghost В. И. Ленина. Государственный исторический музей-заповедник «Горки Ленинские».